# Valdemaro di Rostock
Valdemaro di Rostock (1241 circa – 9 novembre 1282) è stato un principe del Meclemburgo signore di Rostock.

## Biografia
Valdemaro era il secondo figlio di Enrico Borwin III. Suo fratello maggiore Giovanni morì prima di suo padre, così dopo la morte del padre, Valdemaro ereditò Rostock e regnò da solo. Morì il 9 novembre 1282.
Durante la signoria di Valdemaro proseguirono i contrasti, iniziati al tempo di suo padre, fra la nobiltà e il consiglio comunale della città di Rostock in quanto i signori di Rostock erano contrari allo sviluppo della libertà e dell'indipendenza urbana.
Valdemaro era sposato con Agnes, una figlia del conte Giovanni I di Holstein-Kiel. Hanno avuto tre figli:
- Enrico Borwin IV (morto prima del 1285);
- Giovanni (morto prima del 1285);
- Nicola I, Signore di Rostock dal 1282 al 1312/1314.